# Stanislaw Trabalski

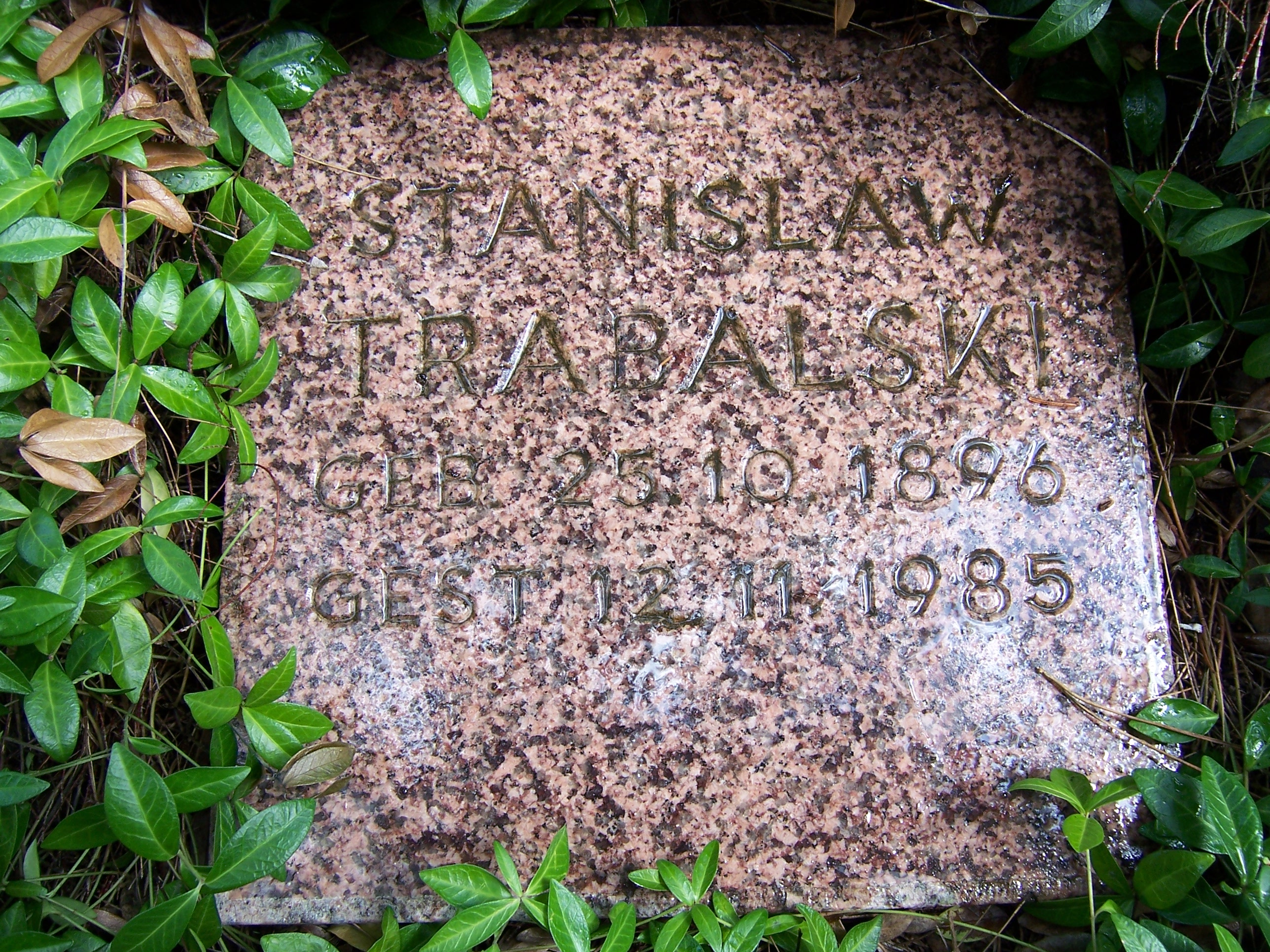
Kamień grobowy Trabalskiego na cmentarzu Südfriedhof w Lipsku

Stanislaw Trabalski (ur. 25 października 1896 w Lipsku, zm. 12 listopada 1985 tamże) – niemiecki polityk socjaldemokratyczny, syn Franciszka Trąbalskiego, ojciec Karla Trabalskiego.
Trabalski wstąpił do Socjaldemokratycznej Partii Niemiec w 1912 roku. W 1914 roku powołany do wojska, walczył na froncie zachodnim. Z powodu ran odniesionych w bitwie pod Verdun w czerwcu 1916 roku zwolniony z wojska jako niezdolny do służby. W 1916 roku został członkiem Związku Spartakusa, a rok później Niezależnej Socjaldemokratycznej Partii Niemiec. W 1918 roku w składzie Rad Delegatów Robotniczych i Żołnierskich w Weimarze i Lipsku. Od 1922 roku ponownie w SPD.
W 1921 roku poślubił Margaret Lipinski, córkę Richarda Lipinskiego, socjaldemokratycznego deputowanego do Reichstagu. Para miała siedmioro dzieci, w tym Karla Trabalskiego, polityka SPD. W 1928 roku Trabalski został sekretarzem spółdzielni spożywców w dzielnicy Lipska Plagwitz. W latach 1932–1933 członek Frontu Żelaznego. Od 1933 do 1945 był aresztowany siedem razy przez Gestapo, w 1944 roku uwięziony w obozie koncentracyjnym Sachsenhausen.
Po zakończeniu II wojny światowej ponownie zaczął działać w SPD, został jej szefem w Saksonii. Pomimo osobistej niechęci do połączenia SPD z Komunistyczną Partią Niemiec w radzieckiej strefie okupowanych Niemiec, został w 1946 roku członkiem zarządu nowo powstałej Socjalistycznej Partii Jedności Niemiec w Saksonii. Jako ostry krytyk bolszewizacji życia publicznego we wschodnich Niemczech, został w 1948 roku aresztowany, a jego rodzina osadzona w areszcie domowym. Bez procesu przebywał w więzieniu do stycznia 1950 roku. Kilka miesięcy później został ponownie aresztowany i skazany w 1954 roku na sześć i pół roku więzienia za „podburzanie do wojny i wrogą agitację”. Zwolniony w 1956 roku w wyniku nacisków brytyjskiej Partii Pracy na władze NRD. Po uwolnieniu nie prowadził już działalności politycznej. Na polecenie władz podjął pracę w Instytucie Bibliograficznym w Lipsku. Na przełomie 1960 i 1961 ponownie zatrzymany przez Stasi za „socjaldemokratyczne poglądy”.
Karl, syn Stanislawa Trabalskiego, zaangażował się w latach 90. w rehabilitację ojca. Na jego wniosek w 1996 roku sąd w Rostocku uznał, że wyrok z 1954 roku skazujący ojca na sześć i pół roku więzienia został uchylony jako niekonstytucyjny. Również Partia Demokratycznego Socjalizmu, kontynuatorka wschodnioniemieckiej SED zrehabilitowała na swoim kongresie w 1990 roku, wszystkie osoby skazane w latach 40. i 50. w procesach politycznych za poglądy „socjaldemokratyczne”, w tym także Trabalskiego.